# 哈納福德 (伊利諾伊州)
哈納福德（英語：Hanaford）是位於美國伊利諾伊州富蘭克林縣的一個村落。

## 地理
哈納福德的座標為37°57′27″N 88°50′51″W / 37.95750°N 88.84750°W，而該地最高點為海拔高度146米（即479英尺）。

## 人口
根據2010年美國人口普查的數據，哈納福德的面積為2.63平方千米，當中陸地面積為2.61平方千米，而水域面積為0.02平方千米。當地共有人口327人，而人口密度為每平方千米124人。